# Ruta 1244 (Lima)
La ruta 1244 (antes 8201) o "la 73-1" es una ruta de transporte público del área metropolitana de Lima, que conecta los distritos de San Martín de Porres y Pachacamac . El trayecto de esta ruta consta de 110 o 111 paradas dependiendo de la dirección y dura aproximadamente entre 1 hora con 50 minutos y 2 horas con 40 minutos

## Características
Esta ruta de transporte público es operada por la Empresa de Transportes Unidos de Pasajeros S.A. (ETUPSA), se puede relacionar con las rutas 8525 y 2209 por el hecho que están siendo operadas por la misma empresa.
La ruta 1244 se encuentra autorizada por la Municipalidad Metropolitana de Lima (MML) y la Autoridad de Transporte Urbano (ATU).

## Trayecto
Los autobuses de la ruta 1244 comienzan a operar a las 4:30 a.m. y terminan a las 10:00 p.m. Por los distritos de San Martín de Porres, Lima, Breña, Jesús María, Lince, San Isidro, Surquillo, Santiago de Surco, San Juan de Miraflores, Villa El Salvador y Pachacamac   en las provincias de Lima y Callao; pasando por importantes lugares como el Óvalo Canta Callao, Puente Camote, el Parque Zonal Mayta Cápac, Plaza 2 de Mayo, Plaza Bolognesi, Óvalo Jorge Chávez, el Hospital Nacional Edgardo Rebagliati Martins, Open Plaza Angamos, Mall del Sur y el Club Metropolitano Huáscar
También se conecta con el Metropolitano a través de las estaciones 2 de Mayo, Quilca, España y Canaval y Moreyra. Y con la Línea 1 del Metro de Lima con las estaciones Cabitos, Ayacucho y Jorge Chávez, dentro de un futuro se podrá conectar con la Línea 3 del Metro de Lima con las estaciones Cabitos y Petro Miotta y la Línea 6 desde la Estación Perú y Tomás Marsano.

### Terminales
Su terminal de ida es en Chuquitanta, en el Distrito de San Martín de Porres, y su terminal de vuelta está ubicado en la Urb. Villa Verde, en el Distrito de Pachacamac/Lurín

### Recorrido
| Dirección                         | Avenidas y calles |
| --------------------------------- | --- |
| Ida Hacia Pachacamac/Lurín        | Av. Pan de Azúcar - Av. El Sol de Naranjal - Av. Paramonga - Av. Tantamayo - Av. Canta Callao - Av. Carlos Izaguirre - Av. 12 de Octubre - Av. Los Próceres - Av. 12 de Octubre - Av. Perú - Av. Nicolás Dueñas - Av. Óscar R. Benavides - Av. Alfonso Ugarte - Av. Guzmán Blanco - Av. Gral. Salaverry - Av. Edgardo Rebagliati - Jr. Domingo Cueto - Av. Gral. Juan Antonio Álvarez de Arenales - Jr. Bartolomé Herrera - Av. Ignacio Merino - Jr. Soledad - Av. Prolg. Iquitos - C. Cnel. Andrés Reyes - Av. Ricardo Rivera Navarrete - Av. Enrique Canaval y Moreyra - Av. República de Panamá - Av. Tomás Marsano - Av. Santiago de Surco - Av. Los Héroes - Av. Los Lirios - Av. Pedro Miotta - Av. Belisario Suárez - Av. San Juan - Av. Ramón Vargas Machuca - Av. César Canevaro - Av. Víctor Castro Iglesias - Av. Miguel Iglesias - Av. Micaela Bastidias - Av. 200 Millas - Av. Revolución - Av. María Reiche - Av. Lima - Av. Zarumilla - Av. Las Palmas - C. 01 - Av. Quebrada Verde - C. Palma Roebellini |
| Vuelta Hacia San Martín de Porres | C. Palma Roebellini - Av. Quebrada Verde - C. 01 - Av. Las Palmas - Av. Zarumilla - Av. Lima - Av. María Reiche - Av. Revolución - Av. 200 Millas - Av. Micaela Bastidias - Av. Miguel Iglesias - Av. Víctor Castro Iglesias - Av. César Canevaro - Av. Ramón Vargas Machuca - Av. San Juan - Av. Belisario Suárez - Av. Pedro Miotta - Carretera Panamericana Sur - Av. Santiago de Surco - Av. Tomás Marsano - Av. República de Panamá - Av. Enrique Canaval y Moreyra - Av. Juan de Arona - Av. Petit Thouars - Av. Juan Pardo de Zela - Av. Gral. César Canevaro - Jr. Gral. José María Córdova - Av. Edgardo Rebagliat - Av. Gral Salaverry - Av. Guzmán Blanco - Av. Alfonso Ugarte - Av. Óscar R. Benavides- Av. Nicolás Dueñas - Av. Perú - Av. 12 de Octubre - Av. Los Próceres - Av. 12 de Octubre - Av. Carlos Izaguirre - Av. Canta Callao - Av. Prolg. Naranjal - C. Llata - Av. Tantamayo - Av. Paramonga - Av. El Sol de Naranjal - Av. Pan de Azúcar                                                     |